# Megopis mutica
Megopis mutica là một loài bọ cánh cứng trong họ Cerambycidae.